# Nombres de Bernoulli
| n  | {\displaystyle B_{n}}                  |
| -- | -------------------------------------- |
| 0  | {\displaystyle 1}                      |
| 1  | {\displaystyle \pm {\frac {1}{2}}}     |
| 2  | {\displaystyle {\frac {1}{6}}}         |
| 3  | 0                                      |
| 4  | {\displaystyle -{\frac {1}{30}}}       |
| 5  | 0                                      |
| 6  | {\displaystyle {\frac {1}{42}}}        |
| 7  | 0                                      |
| 8  | {\displaystyle -{\frac {1}{30}}}       |
| 9  | 0                                      |
| 10 | {\displaystyle {\frac {5}{66}}}        |
| 11 | 0                                      |
| 12 | {\displaystyle -{\frac {691}{2730}}}   |
| 13 | 0                                      |
| 14 | {\displaystyle {\frac {7}{6}}}         |
| 15 | 0                                      |
| 16 | {\displaystyle -{\frac {3617}{510}}}   |
| 17 | 0                                      |
| 18 | {\displaystyle {\frac {43867}{798}}}   |
| 19 | 0                                      |
| 20 | {\displaystyle -{\frac {174611}{330}}} |

En matemàtiques, els Nombres de Bernoulli, denotats normalment per {\displaystyle B_{n}} (o bé {\displaystyle b_{n}} per diferenciar-los dels nombres de Bell), són una seqüència de nombres racionals amb connexions profundes amb la teoria de nombres. Els valors dels primers nombres de Bernoulli es mostren a la taula de la dreta.
Els nombres de Bernoulli apareixen a l'expansió en sèrie de Taylor de les funcions tangent i tangent hiperbòlica, en les fórmules per la suma de potències dels primers nombres naturals, a la fórmula d'Euler–Maclaurin i a l'expressió de certs valors de la funció zeta de Riemann.
Com que {\displaystyle B_{1}=\pm {\frac {1}{2}}}, se li dona el nom de segon nombre de Bernoulli. Com que {\displaystyle B_{n}=0} per a tot senar {\displaystyle n>1}, molts autors denoten aquesta sèrie amb {\displaystyle B_{2n}}.

## Història
Els nombres de Bernoulli van ser descoberts independentment i en la mateixa època pels matemàtics Jakob Bernoulli (suís), del qui prenen el nom, i Takakazu Seki (japonès). El descobriment de Seki va ser publicat de forma pòstuma el 1712 en la seva obra Katsuyo Sampo. El descobriment de Bernoulli, també publicat pòstumament el 1713, en la seva obra Ars Conjecturandi. El descobriment de Bernoulli és una generalització de la fórmula de Faulhaber (1631) per a la suma de les primeres 17 potències dels nombres naturals:
{\displaystyle N=\displaystyle \sum \limits _{i=0}^{n}i^{p}=1^{p}+2^{p}+3^{p}+...+n^{p}}
i el 1755, Euler va demostrar les fórmules de Bernoulli, donant el nom de nombres de Bernoulli als coeficients obtinguts.